# Gilles-Gaston Granger
Gilles-Gaston Granger (Parijs, 28 januari 1920 – Brazilië, 24 augustus 2016) was een Frans filosoof. Zijn werk valt te situeren binnen de Franse wetenschapsfilosofie, maar heeft ook sterke invloeden ondergaan van de analytische filosofie. Hij schreef over logica, filosofie van de wiskunde en over filosofie van de sociale wetenschappen. Van 1968 tot 1991 was hij professor aan het Collège de France, en bekleedde hij de leerstoel van 'comparatieve epistemologie'.
Naast auteurs zoals Gaston Bachelard en Jean Cavaillès, is ook het werk van Ludwig Wittgenstein zeer invloedrijk op zijn denken geweest. Hij verzorgde ook een invloedrijke vertaling van Wittgensteins Tractatus Logico-Philosophicus. Samen met Jules Vuillemin kan hij gezien worden als een van de prominente vertegenwoordigers van de analytische filosofie in Frankrijk.

## Denken
In zijn werken probeerde Granger vooral de mogelijkheid te onderzoeken waarop de sociale wetenschappen werkelijk wetenschappelijk kunnen zijn en in welke opzichten deze wetenschappen verschillen van de natuurwetenschappen. Hij probeerde daarin beide uitersten te vermijden: de sociale wetenschappen moeten zich noch blind spiegelen aan de natuurwetenschappen (want dan ontneemt men aan de sociale feiten juist hun specifieke karakter), noch moeten ze het onderzoeksobject onaangetast laten (want dan overstijgen ze nooit het niveau van het alledaagse en ideologische denken). Hij was zich daarnaast ook bewust van de vele kritieken op de wetenschappen, als zouden deze in feite nooit ontsnappen aan machtsrelaties en ideologie, maar stelde dat er daarnaast ook een eigen essentie zit in de wetenschappelijke praktijken, die ervoor zorgt dat wetenschap toch een unieke vorm van rationaliteit bezit.
Hij focuste vooral op de rol van de taal en het formaliseren binnen de wetenschappen. Een wetenschappelijk vertoog onderscheidt zich juist van de wijze waarop de taal alledaagse kennis overbrengt doordat het de taal niet louter als instrument ziet om informatie over te brengen, maar aan de taal een actief construerende rol toeschrijft. Wetenschappelijke taal werpt juist in de formalisering nieuwe relaties tussen de objecten naar voren. In die zin onderschrijft hij de stelling van Gaston Bachelard dat er een epistemologische breuk is tussen alledaags en wetenschappelijk denken, en dat men niet moet spreken van een continuïteit.
Deze karakterisering van een wetenschappelijk vertoog moet men niet opvatten als het ideaal, van onder meer de Wiener Kreis, dat de ideale wetenschappelijke taal de werkelijkheid adequaat weerspiegelt, want het is pas in dit wetenschappelijk taalgebruik dat deze relaties tot stand komen. Voor Granger was wetenschap ook meer dan een geformaliseerd taalgebruik, en worden deze formele talen ook steeds verbonden met een bepaalde praktijk van toetsingen, ervaringen en experimenten.
Granger analyseerde naast de sociale wetenschappen ook de filosofie of het schrijven in het algemeen: in werken zoals Essai d'une philosophie du style (1968) en Pour la connaissance philosophique (1988) probeerde hij de specifieke structuren van (filosofisch) taalgebruik in kaart te brengen. Hij legde er sterk de nadruk op dat een specifieke 'stijl' van groot belang kan zijn en vergaande gevolgen kan hebben voor de invloed van een bepaald werk. Met dit onderzoek kwam hij ook in de buurt van Jules Vuillemins werk, What are Philosophical Systems? (1986), dat een gelijkaardige opzet heeft.